# 生物學的一切都講不通，除非是從演化視角來看

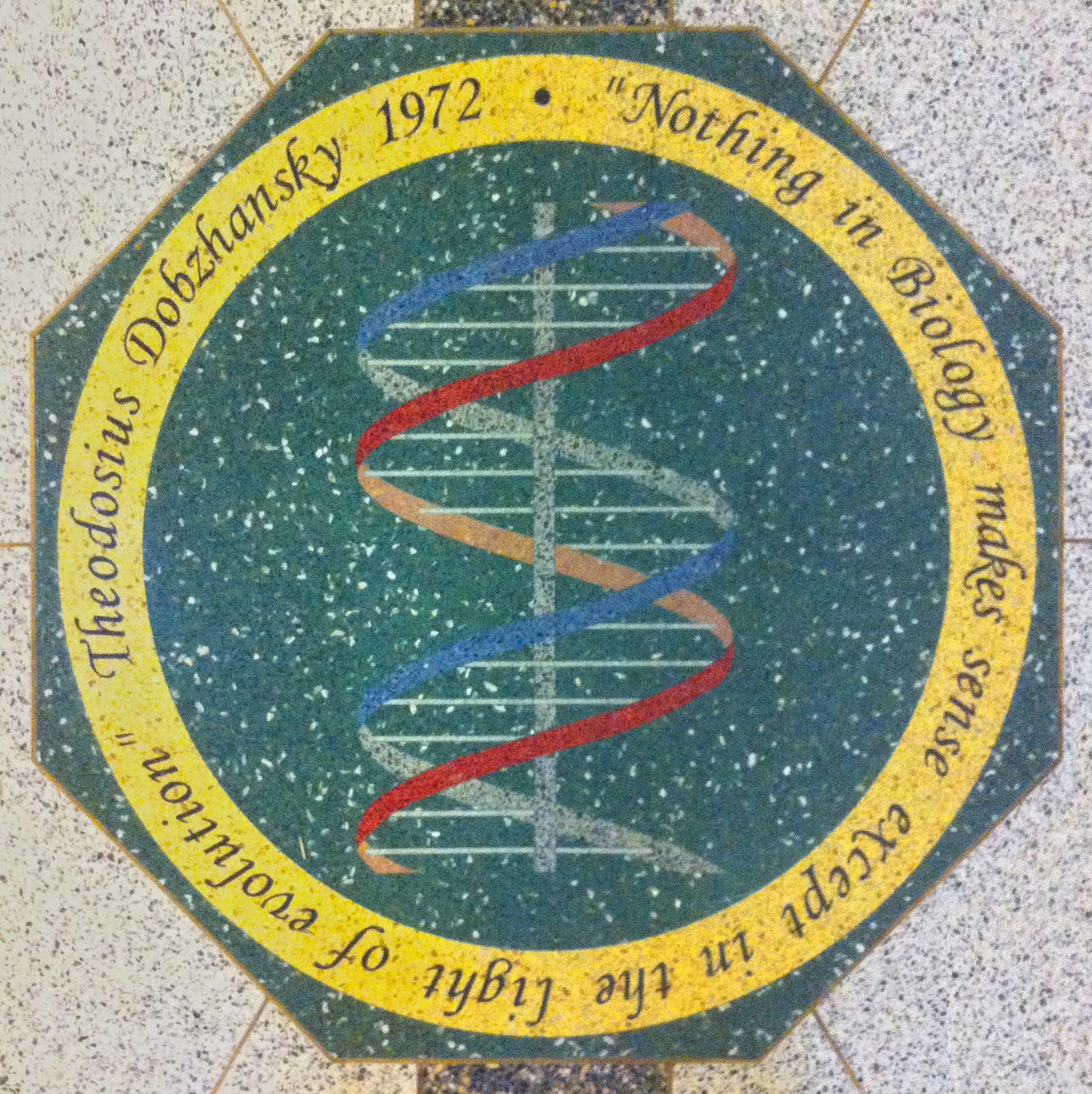
聖母大學約旦科學樓（Jordan Hall of Science）大廳地上的馬賽克紀念章，外圈文字：「『生物學的一切都讲不通，除非是从演化视角来看』，費奧多西·多布然斯基，1972年」

《生物學的一切都讲不通，除非是从演化视角来看》（英語：Nothing in Biology Makes Sense Except in the Light of Evolution）是演化生物學家和東正教教徒費奧多西·多布然斯基在1973年寫的一篇文章。文章批評反對演化論的創造論，並支持神導演化論。文章最先發表在《美國生物學教師》第35期。
文章標題這句話改自多布然斯基在1964年《美國動物學家學會》（American Society of Zoologists）的會長致詞《生物學，分子的和個體的》中的句子。那時分子生物學正興起，致詞中用這句話強調個體生物學的重要。

## 文章大意
文章的基本主題是在美國的義務教育中有關創造論和演化論的爭辯中，應該要教演化論。演化論貫串生物學的許多面向，讓生物學變得有道理，是生物學教育的基石。
文章開頭，多布然斯基批評當時是沙烏地阿拉伯的大穆夫提謝赫阿布都·阿及茲·賓·巴茲（Abdul Aziz bin Baz），他基於經文認定太陽是繞著地球轉的。多布然斯基說誤拿聖經或古蘭經當作自然科學的入門書是很滑稽的。它們的主旨是更重要的議題：人的意義及和上帝的關係。然後他批評早期的反演化論者之一菲利普·亨利·戈斯的主張——化石是刻意創造出來並放置在地層中給人發現的——是䙝瀆地暗示上帝進行欺暪。
接著，如同多布然斯基的會長致詞，文章說：如果生命世界不是由共同祖先經過演化過程產生，那麼生物的一體就是謊言，而他們的多元則是笑話。生物的一體和生物的多元是貫串全文的主軸。
關於生物多樣性，多布然斯基問上帝為不同環境創造了不同的生物是不是在開玩笑。如果造物主不是一念之間創造出生物多樣性，而是經由演化，那就合理了。他進一步用他研究的夏威夷的果蠅研究來說明這點。夏威夷有非常多不同種的果蠅，若不是造物主剛好恍神了一下造了這麼多種果蠅，那就是果蠅在島上輻射演化填滿生態棲位的空缺。
關於生命的一體性，他用細胞色素c的分子序列說明。伊曼紐·馬戈列許（Emanuel Margoliash）和華特·M·費區（Walter M. Fitch）的研究顯示從猴子、鮪魚到袋鼠和酵母菌，細胞色素c的分子序列都非常相似。文章更進一步用不同胚胎的相似性來說明這點。這些相似性要不是上帝故意安排來誤導誠心追求真理的人，就是演化的結果。
在結語中，多布然斯基說經文和科學是兩個不一樣的東西，「誤把神聖的經文當作天文學、地質學、生物學和人類學基礎課本是個錯誤」。

## 標題句
這句話原先在美國動物學家學會的會長致詞時，原句是「nothing makes sense in biology except in the light of evolution, sub specie evolutionis.」。「In the light of evolution」也對應拉丁文「sub specie evolutionis」（在演化的觀點下），是源自朱利安·赫胥黎的書。赫胥黎的文字則是特意和中世紀神學概念「sub specie aeternitatis」（在永恆的觀點下）作對比。
「演化的光芒」同時也來自多布然斯基非常欣賞的耶穌會牧師德日進。文章最後一段引用德日進《人類現象》（Phenomenon of Man）的文字：
演化是理論、系統還是假說？它是更重大的，是個普遍公設；所有的理論、假說和系統都要服膺它，才可能被考量、才可能正確。演化是照耀一切事實的光芒，是所有線路必須遵行的曲線。
 — 德日進， 人類現象
「生物學的一切都讲不通，除非是从演化视角来看」常被用來反對創造論或智慧創造論。另外，雖然文章的立場是認為基督教和演化論不衝突，並主張神導演化論，但這個句子有時也被認為演化論不需要創造者的無神論者使用，例如本文發表三年後出版《自私的基因》的道金斯。

## 知名文句
我是創造論者也是演化論者。演化是上帝或大自然進行創造的方法。創世不是西元前4004年發生的一件事，而是從約100億年前到今天還在進行的過程。
 — 費奧多西·多布然斯基，  生物學的一切都沒有道理，除非放在演化的光芒之下
演化學說和宗教信仰有衝突嗎？沒有。誤把神聖的經文當作天文學、地質學、生物學和人類學基礎課本是個錯誤。唯有對象徵符號作原先並無此意的解讀時，才會出現虛幻無解的衝突。這錯誤導致褻瀆：造物主被指控為系統性地欺詐。
 — 費奧多西·多布然斯基，  生物學的一切都沒有道理，除非放在演化的光芒之下

## 外部連結
- HTML版全文 （页面存档备份，存于）
- PDF版全文 （页面存档备份，存于）